# Johann Nepomuk von Fuchs
Johann Nepomuk von Fuchs (15 maig de 1774 – 5 Març de 1856) fou un  químic i  mineralogista alemany. Se'l coneix per les seves observacions mineralògiques i pel seu treball amb vidre soluble, nom amb què es coneixen els  silicats de sodi i els de potassi i que ha trobat aplicacions en l'estereocromia.

## Biografia
Nasqué a Mattenzell, prop de Dennberg, Baviera. Va estudiar medicina a Heidelberg i Viena i química a. El 1807 esdevingué professor de química i mineralogia per a la Universitat de Landshut. El 1823 era responsable de les col·leccions de minerals de Múnic, on va exercir de professor de mineralogia durant 3 anys. De fet, una varietat de mica moscovita, s'anomena fuchsita en honor seu. Es va retirar el 1852 i dos anys més tard, el 1854, li fou atorgada la categoria de noble pel Rei Maximilià II de Baviera. Morí a Múnic el 5 de març de 1856.